# Adolf von Donndorf

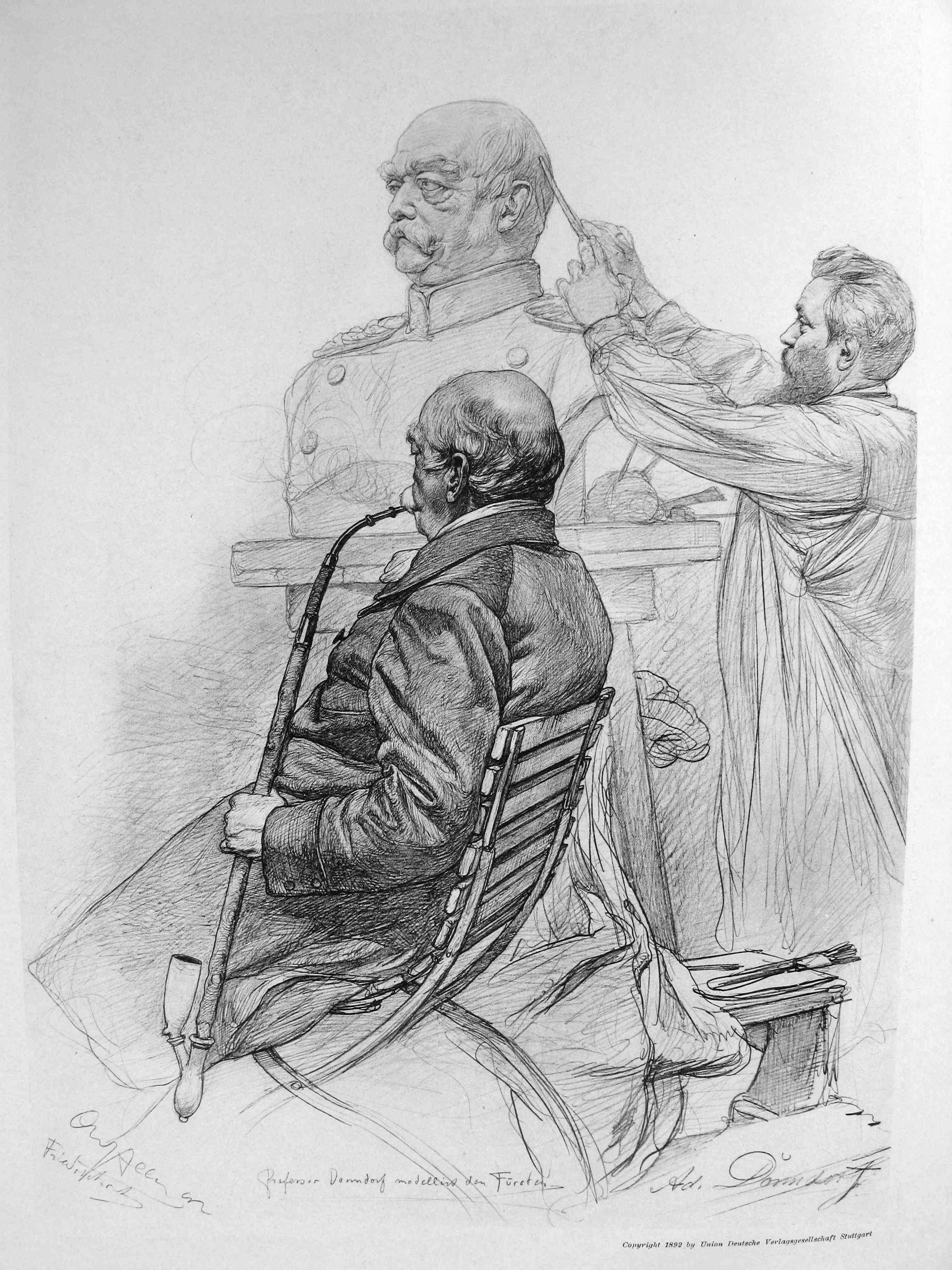
Adolf von Donndorf

Adolf von Donndorf (ur. 16 lutego 1835 w Weimarze, zm. 20 grudnia 1916 w Stuttgarcie) – niemiecki rzeźbiarz.

## Życiorys
Był ulubionym uczniem Rietschela, pracował pod jego kierunkiem w Dreźnie w latach 1853–1861.
Jest twórcą wielu pomników jak: konny posąg Karola Augusta w Weimarze, pomniki Corneliusa w Düsseldorfie, Bismarcka i Wilhelma I w Heidelbergu i inne.
Muzeum Donndorfa w Weimarze zawiera zbiór modeli jego dzieł.